# Le Havre AC
Le Havre Athletic Club – francuski klub piłkarski z siedzibą w Hawrze, założony w 1872 roku jako wielosekcyjny klub sportowy Le Havre Football-Club (najstarszy obecnie istniejący klub sportowy we Francji), w ramach którego sekcję futbolową utworzono w 1894.

## Historia
W 1872, przede wszystkim dzięki licznym kontaktom z Anglikami, grupa mieszkańców Hawru założyła wielosekcyjny klub sportowy o nazwie Le Havre Football-Club - aktualnie najstarszą tego typu organizację zarejestrowaną we Francji. Początkowo w jej ramach funkcjonowały dwie sekcje: lekkoatletyczna oraz dyscypliny stanowiącej połączenie piłki nożnej i rugby (tzw. sekcja kombinowana). Dlatego też w 1882 (choć część historyków twierdzi, że dopiero w 1890) przemianowano ją na Le Havre Athletic Club (w skrócie Le HAC) i pod tym szyldem występuje obecnie. W 1884 otrzymała ona teren w pobliżu kościoła w Sanvic (przedmieściach Hawru), gdzie zlokalizowała swą siedzibę oraz urządziła pierwszy stadion - Stade de Sanvic. W 1891 zatwierdzono barwy statutowe niebiesko-błękitne, które nierozerwalnie kojarzone są z klubem do dzisiaj. Trzy lata później rozdzielono sekcję kombinowaną, tworząc dwie nowe: rugbiarską i futbolową - jako pierwszą w ówczesnej Francji, a drugą obecnie (po FC Miluza - pierwotnie klubie niemieckim). Najstarszy zachowany wynik meczu rugbystów Le HAC pochodzi z kwietnia 1894, a piłkarzy - z grudnia 1894. Początkowo wiodącą rolę w sekcji futbolowej odrywali Brytyjczycy, będący głównymi nauczycielami tej dyscypliny, a także stanowiący trzon drużyny. W 1897 zespół awansował do finału premierowej edycji Pucharu Maniera (ufundowanego przez ówczesnego prezesa Paris Star), ulegając w nim Club Français Paryż 3:5, zaś dwa lata później odniósł swój pierwszy sukces zdobywając amatorskie mistrzostwo Francji (przyznane przez USFSA na skutek rezygnacji z gry finale przez Club Français Paryż). Tytuł ten obroniono w 1900 (wygrana 1:0 nad Club Français Paryż - 6 maja 1900 w Bécon-les-Bruyères), a po raz kolejny wywalczono w 1919 (zwycięstwo 4:1 z Olympique Marsylia - 11 maja 1919). W 1914 klub pozyskał teren przy ulicy Cavée Verte w Hawrze, gdzie w tym samym roku rozpoczął budowę nowego stadionu. Oddano do użytku w 1918 i od tego czasu nieprzerwanie do 1971 służył on piłkarzom pierwszej drużyny HAC. W 1971 przenieśli się oni na Stade Jules-Deschaseaux, na którym rozgrywają swe mecze do dziś, zaś obiekt przy ul. Cavée Verte (aktualnie nazywany Stade Charles-Argentin) służy zespołowi rezerw. W latach 1933–1964 klub posiadał status profesjonalnego, zaś odzyskał go w lipcu 1981. W sezonie 1937/1938 zwyciężył w rozgrywkach Division 2, uzyskując tym samym premierowy awans do ekstraklasy. Zadebiutował w niej latem 1938, a pierwszy sezon 1938/1939 zakończył na 11 miejscu, utrzymując się w gronie najlepszych.
Od wielu lat klub znany jest przede wszystkim ze swojej szkółki piłkarskiej, docenianej na całym świecie. To właśnie w niej swą karierę piłkarską rozpoczynali m.in. Ibrahim Ba, Jean-Alain Boumsong, czy Vikash Dhorasoo.

## Sukcesy
- Mistrzostwo Francji USFSA: 1899, 1900, 1919
- Mistrzostwo Division 2 (Ligue 2): 1938, 1959, 1985, 1991, 2008, 2023
- Wicemistrzostwo Division 2 (Ligue 2): 1950
- Puchar Francji: 1959
- Finalista Pucharu Francji: 1920
- Mistrzostwo USFSA Normandii: 1900, 1901, 1902, 1903, 1905, 1906, 1907, 1909, 1919
- Mistrzostwo DH Normandii: 1920, 1921, 1923, 1926

## Trenerzy[2]
- Sid Kimpton 1921–1926
- Ferenc Kónya 1931–1932
- Albert Rénier 1933–1934
- George McLachlan 1934–1935
- Josef "Pépi" Schneider 1936–1939
- Sid Kimpton 1945–1946
- Jean Cornelli 1946–1947
- Roger Magnin 1948–1949
- Jules Bigot 1950–1952
- Elek Schwartz 1952–1953
- René Bihel 1953–1954
- Edmond Delfour 1954–1955
- Roger Magnin 1955–1956
- Théo Bisson 1956–1957
- Lucien Jasseron 1957–1962
- Eduardo Di Loreto 1962–1963
- Arie de Vroet 1963–1964
- Christian Villenave 1964–1966
- Max Schirschin 1970–1971
- Gino Gorlani 1971–1972
- Fredo Garel 1972–1973
- Léonce Lavagne 1973–1974
- Edmond Baraffe 1974–1976
- Léonce Lavagne 1976–1982
- Yves Herbet 1982–1983
- Didier Notheaux 1983–1988
- Pierre Mankowski 1988–1993
- Guy David 1993–1996
- René Exbrayat 1996–1997
- Denis Troch 1997–1998
- Joël Beaujouan 1998–1999
- Francis Smerecki 1999–2000
- Joël Beaujouan 2000
- Thierry Uvenard, Philippe Sence i Bruno Baronchelli 2000
- Jean–François Domergue 2000–2004
- Philippe Hinschberger 2004–2005
- Thierry Uvenard 2005–2007
- Jean–Marc Nobilo 2007–2008
- Frédéric Hantz 2008–2009
- Cédric Daury 2009–2012
- Christophe Revault 2012
- Erick Mombaerts 2012–2014
- Thierry Goudet 2014–2015
- Christophe Revault 2015
- Bob Bradley 2015–2016
- Oswald Tanchot 2016–2019
- Paul Le Guen 2019–2022
- Luka Elsner 2022–2024
- Didier Digard od 2024

## Obecny skład
Stan na 19 sierpnia 2023
| Nr | Poz. | Piłkarz                         |
| -- | ---- | ------------------------------- |
| 1  | BR   | Mathieu Gorgelin                |
| 4  | OB   | Gautier Lloris                  |
| 5  | PO   | Oussama Targhalline             |
| 6  | OB   | Étienne Youte Kinkoue           |
| 7  | OB   | Loïc Négo                       |
| 8  | PO   | Yassine Kechta                  |
| 9  | NA   | Mohamed Bayo (wyp. z Lille OSC) |
| 10 | NA   | Nabil Alioui                    |
| 11 | NA   | Emmanuel Sabbi                  |
| 12 | OB   | Mathéo Bodmer                   |
| 13 | NA   | Steve Ngoura                    |
| 14 | PO   | Daler Kuziajew                  |
| 15 | NA   | Kandet Diawara                  |
| 16 | BR   | Mohamed Koné                    |
| 17 | OB   | Oualid El Hajjam                |
| 18 | PO   | Nolan Mbemba                    |
| 19 | OB   | Rassoul Ndiaye                  |

| Nr | Poz. | Piłkarz                            |
| -- | ---- | ---------------------------------- |
| 20 | NA   | Élysée Logbo                       |
| 21 | NA   | Antoine Joujou                     |
| 22 | OB   | Yoann Salmier                      |
| 23 | NA   | Josué Casimir                      |
| 24 | OB   | Cheick Doumbia                     |
| 25 | PO   | Alois Confais                      |
| 26 | PO   | Simon Ebonog                       |
| 27 | OB   | Christopher Opéri (1. wicekapitan) |
| 28 | PO   | André Ayew                         |
| 29 | NA   | Samuel Grandsir                    |
| 30 | BR   | Arthur Desmas                      |
| 35 | OB   | Yoni Gomis                         |
| 37 | PO   | Mokrane Bentoumi                   |
| 45 | NA   | Issa Soumaré                       |
| 93 | OB   | Arouna Sangante (kapitan)          |
| 94 | NA   | Abdoulaye Touré (2. wicekapitan)   |

### Piłkarze na wypożyczeniu
| Nr | Poz. | Piłkarz                                                            |
| -- | ---- | ------------------------------------------------------------------ |
|    | OB   | Djamal Moussadek (w FC Villefranche Beaujolais do 30 czerwca 2024) |

| Nr | Poz. | Piłkarz                                            |
| -- | ---- | -------------------------------------------------- |
|    | NA   | Nassim Chadli (w US Concarneau do 30 czerwca 2024) |